# Новите приключения на Батман (сериал, 1977)
„Новите приключения на Батман“ (на английски: The New Adventures of Batman) e анимационен сериал, направен от Филмейшън през 1977 г., макар че комиксите за Батман през 70-те години вече са за възрастни. В него са добавени нови герои като Батмайт, Глинено лице, Електро, Хамелеон, Лунния човек и Зарбор. Стилът на някои герои е променен като Жената-котка и комисар Джеймс „Джим“ Гордън, но някои са си останали същите, като Батман, Робин, Батгърл, Жокера и Пингвина. Някои злодеи като Плашилото и Гатанката липсват.